# جورج س. بابكوك
جورج س. بابكوك (بالإنجليزية: George Carlos Babcock)‏ هو سائق سيارة سباق ومهندس أمريكي، ولد في 21 يونيو 1876 في هارتفورد في الولايات المتحدة، وتوفي في 28 أكتوبر 1921 في Saint Francis Hospital & Medical Center ‏ في الولايات المتحدة.